# 十日町市
十日町市（日语：／ Tōkamachi shi */?）是位于新潟縣南部的城市，冬季積雪可達2-3米，是日本有數的豪雪區域。 舊十日町市于1954年由中魚沼郡十日町、中条村、川治村及六箇村合併而成。之後中魚沼郡吉田村、下條村和水澤村陸續編入。2005年4月1日與中魚沼郡川西町、中里村、東頸城郡松代町、松之山町4町村合併成新的十日町市。

## 習俗
當地每年新年後第一個月圓之日，都要把新婚男子擲下山，寓意新婚夫妻白頭到老。此習俗源於江戶時代，相傳一個少女嫁給其他村的男子，當地村民於是想出這個方法報復，至今已有逾一百五十年歷史。
除了扔新郎之外，還有扔「桔」。新婚夫婦又會點燃旁邊的禾草，再將灰燼塗上對方的臉上才算「幸福」。

## 著名出身者
- 重野秀一（漫畫家）
- 夕樹舞子（AV女優）
- 飯塚昌明（作曲家、吉他手）
- 池田伸子（NHK電視主播）

### 姊妹城市
| - 科莫 (1975) |

## 外部連結
- 十日町市觀光協會